# Gerhard Konow
Gerhard Konow (* 16. März 1929 in Stettin, Provinz Pommern; † 27. Mai 1997 in Bonn) war ein deutscher Jurist und politischer Beamter.

## Ausbildung und beruflicher Werdegang
Nach seinem Studium der Rechts- und Staatswissenschaften an den Universitäten in Kiel und Marburg (1948 bis 1957) und dem anschließenden juristischen Vorbereitungsdienst trat Konow in den Dienst des Landes Hessen ein. Bis 1970 arbeitete er in der Hessischen Staatskanzlei, zuerst als Referent, ab 1965 als Referatsleiter. Im August 1970 wechselte er als Abteilungsleiter in das Bundeskanzleramt.
Im Jahr 1981 trat Konow sein einziges politisches Amt an: Nachdem der Berliner Senat unter Führung von Dietrich Stobbe (SPD) aufgrund einer gescheiterten Senatsumbildung geschlossen seinen Rücktritt erklärt hatte, übernahm der bisherige Bundesminister der Justiz Hans-Jochen Vogel (SPD) die Bildung einer neuen Landesregierung. Auf dessen Vorschlag wurde Gerhard Konow am 23. Januar 1981 vom Berliner Abgeordnetenhaus zum Senator für Bundesangelegenheiten gewählt; zugleich nahm er die Funktion des Bevollmächtigten des Landes Berlin beim Bund wahr. Da die SPD in der folgenden vorgezogenen Neuwahl zum Abgeordnetenhaus am 10. Mai 1981 aus der Regierungsverantwortung ausschied, endete auch Konows Senatorenamt am 11. Juni 1981 mit der Amtsübernahme seines Nachfolgers Norbert Blüm (CDU). Als Senator gehörte Konow vom 27. Januar bis zum 11. Juni 1981 auch dem Bundesrat als ordentliches Mitglied an.
Im September 1981 fand Konow erneute Verwendung bei der SPD-geführten Bundesregierung: Bis zum 31. März 1982 amtierte er als Leiter der Verkehrspolitischen Grundsatzabteilung im Bundesministerium für Verkehr; am 1. April wurde er zum Staatssekretär dieses Ministeriums berufen. Aufgrund einer Kabinettsumbildung, bei der der Chef des Bundeskanzleramtes Manfred Lahnstein zum Bundesminister der Finanzen ernannt wurde, übernahm Konow bereits 28 Tage später dessen bisheriges Amt. Damit wurde er auch Beauftragter für die Nachrichtendienste des Bundes.
Nachdem Bundeskanzler Helmut Schmidt (SPD) am 1. Oktober 1982 durch ein konstruktives Misstrauensvotum von Helmut Kohl (CDU) abgelöst wurde, verlor Konow drei Tage darauf sein Amt als Staatssekretär; sein Nachfolger an der Spitze des Bundeskanzleramtes wurde Waldemar Schreckenberger, ein Vertrauter Kohls.
Am 1. November 1982 trat Konow sein neues Amt als Staatssekretär im Kultusministerium Landes Nordrhein-Westfalen an; 1983 wechselte er in das Ministerium für Wissenschaft und Forschung, wo er bis zu seinem Eintritt in den Ruhestand 1994 amtierte. Eine Tätigkeit als Berater und Beauftragter der nordrhein-westfälischen Landesregierung für die „Wissenschaftsstadt Bonn“ schloss sich an.
Gerhard Konow starb wenige Jahre nach seiner Pensionierung im Alter von 68 Jahren in Bonn.

## Parteilosigkeit
Obwohl Gerhard Konow während seiner Laufbahn ausschließlich bei SPD-geführten Regierungen eingesetzt wurde, blieb er zeit seines Lebens parteilos. Zu Beginn seiner Amtszeit als Chef des Bundeskanzleramtes betonte er dazu, er sei „nicht ein sogenannter, sondern ein wirklich Parteiloser“.

## Ehrungen
Gerhard Konow wurde am 1. Februar 1989 vom Bundespräsidenten mit dem Großen Verdienstkreuz des Verdienstordens der Bundesrepublik Deutschland ausgezeichnet. Am 16. März 1994 folgte die Verleihung des Großen Verdienstkreuzes mit Stern.